# Greek American AA
Il New York Greek American Atlas Astoria, brevemente Greek American AA ma meglio noto come New York Greek Americans, è una società calcistica statunitense con sede a New York (New York), vincitrice per quattro volte della National Challenge Cup (US Open Cup).
La società porta tale nome in virtù del fatto che venne fondata da emigrati greci stabilitisi successivamente a New York.

## Palmarès

### Competizioni nazionali
- U.S. Open Cup: 4

1967, 1968, 1969, 1974

### Altri piazzamenti
- U.S. Open Cup:

Finalista: 1989